# 沈黙の標的
『沈黙の標的』（ちんもくのひょうてき、原題：Out for a Kill）は、2003年にアメリカで製作されたアクション映画。

## ストーリー
考古学者のロバート・バーンズは、助手と共に中国で発掘作業をしていた。
そんなある日、発掘した古美術品が犯罪組織の麻薬密輸に利用されているということを知る。秘密を知ってしまった彼は組織には命を狙われ、トヨタ・ランドクルーザーで逃走中に助手が殺害されてしまう。また麻薬取締局からは組織の仲間の疑いをかけられてしまう。
その後、愛する妻も組織によって殺害されてしまう。怒りに震えるロバートは組織への復讐を誓う。彼こそ伝説の大泥棒「ゴースト」だったのだ。

## キャスト
| 役名                            | 俳優                           | 日本語吹替   |
| ------------------------------- | ------------------------------ | ------------ |
| ロバート・バーンズ              | スティーヴン・セガール         | 大塚明夫     |
| トミー・リン                    | ミシェル・ゴー                 | 岡寛恵       |
| エド・グレイ                    | コーリイ・ジョンソン           | 水内清光     |
| ウォン・ダイ                    | チョーイ・ケン・ペー           | 佐々木梅治   |
| サイ・ロー / アレックス・フォン | マイケル・ジュニア・ハーヴェイ | 天田益男     |
| バード / タン・ジリ             | ブルース・ウォン               | 斎藤志郎     |
| リー                            | トム・ウー                     |              |
| バーバー / ファン・リー         | オジー・ユエ                   |              |
| ルオ・ダゾン                    | ヴィンセント・ウォン           | 斎藤志郎     |
| マヤ・バーンズ                  | カタ・ドボー                   |              |
| 助手イー                        | エレイン・タン                 |              |
| クラッシュ                      | レイ・チャールソン             | 多田野曜平   |
| キング                          | マイケル・ジュニア・ハーヴェイ | 藤本たかひろ |
| ディーン                        | マイケル・Ｊ・レイノルズ       |              |

- その他の声の出演：山本雅子、佐藤晴男、茉雪千鶴、田中一永、魚建、安齋龍太、宇乃音亜季、松島栄利子
- 日本語版制作スタッフ
  - 演出：多部博之
  - 翻訳：笹部祐三子
  - 調整：VOX
  - 制作：コスモプロモーション

## スタッフ
- 監督：マイケル・オブロウィッツ
- 製作：ランドール・エメット、ジョージ・ファーラ、ダニー・ラーナー、スティーヴン・セガール
- 製作総指揮： ダニー・ディムボート、アヴィ・ラーナー、トレヴァー・ショート
- 脚本：デニス・ディムスター、ダニー・ラーナー、スティーヴン・セガール
- 撮影：マーク・ヴァーゴ
- 音楽：ロイ・ヘイ
- 編集：ロバート・A・フェレッティ
- ファイト・コレグラファー：ラウ・チーホウ（劉志豪）